# Blackstone (Massachusetts)
Blackstone es un pueblo ubicado en el condado de Worcester en el estado estadounidense de Massachusetts. En el Censo de 2010 tenía una población de 9.026 habitantes y una densidad poblacional de 305,94 personas por km².

## Geografía
Blackstone se encuentra ubicado en las coordenadas 42°2′24″N 71°31′57″O / 42.04000, -71.53250. Según la Oficina del Censo de los Estados Unidos, Blackstone tiene una superficie total de 29.5 km², de la cual 28.68 km² corresponden a tierra firme y (2.77%) 0.82 km² es agua.

## Demografía
Según el censo de 2010, había 9.026 personas residiendo en Blackstone. La densidad de población era de 305,94 hab./km². De los 9.026 habitantes, Blackstone estaba compuesto por el 96.43% blancos, el 0.91% eran afroamericanos, el 0.24% eran amerindios, el 0.79% eran asiáticos, el 0.03% eran isleños del Pacífico, el 0.31% eran de otras razas y el 1.29% pertenecían a dos o más razas. Del total de la población el 2.05% eran hispanos o latinos de cualquier raza.